# مارك غيبل
مارك غيبل (بالإنجليزية: Mark Gable)‏ هو موسيقي أسترالي، ولد في 8 سبتمبر 1950 في Captains Flat ‏ في أستراليا.

## وصلات خارجية
- الموقع الرسمي